# Robert Forsyth Scott
Robert Forsyth Scott   (Leith, 28 de juliol de 1849 - Cambridge, 18 de novembre de 1933) va ser un matemàtic i advocat escocès, que va arribar a ser vice-rector de la universitat de Cambridge.

## Vida i obra
Robert Scott va estudiar al University College de Londres, on el 1870 va rebre el premi Whitworth Exhibition. A continuació va entrar al Saint John's College de la universitat de Cambridge en la que es va graduar, essent quart wrangler en els exàmens de 1875. Dos anys més tard va ser escollit fellow del Saint John's College.
També va estudiar dret i el 1880 va esdevenir advocat, arribant a ser degà del col·legi d'advocats Lincoln's Inn el 1922.
Va ser tresorer del Saint John's de 1883 a 1908 i el seu director des de 1908 fins a la seva mort. També va ser vice-rector de la universitat de Cambridge entre 1910 i 1912.
Scott és recordat, sobre tot, pel seu llibre sobre teoria dels determinants (1880), en el que empra les unitats alternatives de Grassmann per simplificar els càlculs. El 1904 es va publicar una nova edició revisada per George Ballard Mathews.
També va publicar una història del Saint John's College el 1907.